# Língua zenaga
O azenegue, também conhecido como zenaga ou berbere zenaga (autônimo:  Tuẓẓungiyya) é uma língua Berbere em perigo de extinção ainda falada hoje na Mauritânia e nortedo Senegal por cerca de duas centenas de pessoas Zenagas.
O Zenaga Berber é falado como língua materna da cidade de Mederdra no sudoeste Mauritânia até a costa  Atlântico e no norte Senegal. A língua é reconhecida pelo governo mauritano.
A língua compartilha sua estrutura linguística básica com outras línguas berberes do Marrocos e da Argélia, mas características específicas são bem diferentes. De fato, Zenaga é provavelmente a língua Berbere sobrevivente mais divergente, com um sistema de som significativamente diferente, ainda mais distante por mudanças de som como |l|>|dj| e |x|>|k|, bem como uma profusão de oclusivas glotais.

## Demografia
Zenaga é uma língua descendente da confederação dos Sanhajas que governou grande parte do norte da África durante o início da Idade Média. O Zenaga já foi falado em toda a Mauritânia e além, mas caiu em declínio quando seus falantes foram derrotados pelos muçulmanos invasores árabes Maqil na guerra Char Bouba do século XVII. Depois dessa guerra, eles foram proibidos de portar armas e, de forma variada, tornaram-se especialistas em erudição religiosa islâmica ou servos de tribos mais poderosas. Foi entre o antigo grupo de maior prestígio que Zenaga sobreviveu por mais tempo.
Em 1940 (Dubié 1940), o Zenaga era falado por cerca de 13 mil pessoas pertencentes a quatro tribos nômades distribuídas em uma área delimitada por São Luís (Senegal), Podor, Boutilimit e Nouakchott (mas sem incluir nenhuma dessas cidades):
- Tashumsha ("os 5"): 4.653 speakers dentre 12 mil membros
- D-abu-djhes (i-D-ab-lahs-en): 5 mil (tosos)
- Gumdjedjen (i-Kumleil-en), subtribo do “Ida-u-el-Hadj”: 700 (da população de “Ida u el Hadj” de 4.600)
- Tendgha: 2.900 dentro 8.500

Essas tribos, de acordo com Dubié, tradicionalmente se especializaram em estudos religiosos islâmicos e levaram um estilo de vida nômade, especializado em ovelhas e vacas. (Ramos de pastoreio de camelos das mesmas tribos já haviam mudado para a língua árabe.) Mesmo assim, muitos falantes estavam mudando para o árabe Hassaniya, a[s principal variedades árabe] faladas na Mauritânia e todos eram bilíngues. Zenaga era usado apenas dentro da tribo, e seu falar era considerado falta de educação quando não-falantes estavam presentes; alguns falantes deliberadamente evitavam usar Zenaga com seus filhos, na esperança de dar-lhes uma vantagem inicial para aprender Hassaniya. No entanto, muitos falantes consideraram Zenaga como um símbolo de sua independência e seu fervor religioso; Dubie cita um provérbio Hassaniya: "Um mouro que fala Zenaga certamente não é um Zenagui (um membro de uma tribo serva)."
Meio século depois, o número de falantes era cerca de 2 mil. Enquanto o Zenaga parece estar quase extinto, o Hassaniya apresenta um número substancial de palavras Zenaga [mais de 10% do vocabulário]).

## Dialetos
Existem diferenças significativas de dialetos dentro da Zenaga, notavelmente entre os dialetos Id-ab-lahsen e Tendgha.